# Фукрол
Фукрол (фр. Fouquerolles) насеље је и општина у североисточној Француској у региону Пикардија, у департману Оаза која припада префектури Бове.
По подацима из 2011. године у општини је живело 278 становника, а густина насељености је износила 27,23 становника/km². Општина се простире на површини од 10,21 km². Налази се на средњој надморској висини од 120 метара (максималној 132 m, а минималној 84 m).

## Демографија
| 1962. | 1968. | 1975. | 1982. | 1990. | 1999. | 2011. |
| ----- | ----- | ----- | ----- | ----- | ----- | ----- |
| 142   | 167   | 154   | 247   | 272   | 280   | 278   |

График промене броја становника у току последњих година